# علیرضا علیفر
علیرضا علیفر گزارشگر فوتبال صدا و سیما است. او پیشتر به عنوان روزنامه‌نگار، بازیکن فوتبال، مربی فوتبال و پلیس راهنمایی و رانندگی فعالیت داشته‌است. او به دلیل داشتن سابقهٔ نظامی و درجهٔ سرهنگی با نام سرهنگ علیفر شهرت دارد. یکی از دلایل اصلی تمایز او نسبت به گزارشگران دیگر فوتبال در باب تن قوی صدایش است! هنگام گلزنی در یک مسابقه فوتبال صدای خود را مثل فریاد زدن بلند می‌کند. 

## زندگی
علیرضا علیفر در تهران به دنیا آمد. او دانش‌آموز دبیرستان بدر بوده و پس از شرکت در کلاس‌های خبرنگاری، در ۱۶ سالگی خبرنگار نشریهٔ دنیای ورزش می‌شود. او بعدها در نشریات ورزشی مانند هدف و بشیر زیر نظر اردشیر لارودی و جهانگیر کوثری به فعالیت روزنامه‌نگاری ادامه داد. وی در زمان انقلاب دانشجوی سال سوم دانشکده افسری شهربانی بود، جایی که از آن مدرک لیسانس در رشته حقوق قضایی دریافت کرده‌است؛ و پس از فارغ‌التحصیلی افسر شهربانی شد. وی در سال ۱۳۷۲ با درجهٔ سرهنگی از پلیس راهنمایی و رانندگی بازنشسته شد.

## فوتبال
علیفر در تیم‌های جوانان باشگاه‌های برق تهران و تاج سابقه بازی در پست دفاع میانی دارد. او مدتی هم در باشگاه پاس تمرین کرده‌است. به گفته علیفر، او در مسابقات داخلی دانشکدهٔ افسری از ناحیه زانو مصدوم شده و فوتبال را کنار گذاشته‌است. او پیش از سال ۱۳۷۰، مدرک مربیگری درجهٔ ۳ فوتبال آسیا را از فدراسیون فوتبال ایران دریافت کرده و پس از ۲ سال کار، مدرک درجهٔ ۲ را اخذ کرده‌است. ۲ سال بعد مدرک درجهٔ ۱ را از فدراسیون دریافت می‌کند.
او دو سال سرمربی تیم جوانان باشگاه دارایی بوده‌است و در سال دوم به صورت همزمان دستیار منصور امیرآصفی در تیم بزرگسالان بوده‌است. او بعداً در تیم امیدهای انتظام سرمربی می‌شود و به‌طور همزمان دستیار سعید آخوندی سرمربی تیم بزرگسالان باشگاه بوده‌است.

### مربیگری
او دربارهٔ ماجرای حضورش روی نیمکت یک تیم لیگ برتری گفت: «من از سه تیم لیگ برتری پیشنهاد دارم. این بخش را در خندوانه گفته بودم منتهی حذف کردند. در حال حاضر این پیشنهادها هست. من منتظر فصل نقل و انتقالات هستم. چون خانواده‌ام در تهران هستند، دوست ندارم به شهرستان بروم. سخت است خانواده‌ام را به شهر دیگری ببرم.» او البته اولویتش سرمربیگری یک تیم تهرانی است:
«اولویت من برای سرمربیگری تیم‌های تهرانی است. این سه تیم شهرستانی که پیشنهاد داده‌اند، خیلی مصر هستند و می‌گویند همین الان قرارداد را امضا کنیم. حتی یکی از این تیم‌ها می‌گوید یک سوم مبلغ قراردادت را همین الان می‌دهیم، منتهی گفتم منتظر نقل و انتقالات هستم و بگذارید ببینم پیشنهاد دیگری هست یا نه. اگر از تیم‌های تهرانی پیشنهادی نرسد، به یکی از این تیم‌های شهرستانی می‌روم.» علیفر در پاسخ به این سؤال که احتمال دارد سرمربی استقلال یا پرسپولیس شوید، می‌گوید: «بعید می‌دانم شانس حضور در استقلال یا پرسپولیس را داشته باشم. همان‌طور که می‌دانید این تیم‌ها یا مربی خارجی می‌آورند یا پیشکسوت‌های خود را به عنوان سرمربی انتخاب می‌کنند. در این دو باشگاه مسئله انتخاب مربی، فقط مسئله فنی نیست. به هر حال مدیرها باید جوابگوی هواداران باشند و به همین خاطر آدمی می‌آورند که پیشکسوت باشد. تا این لحظه هم به من پیشنهادی داده نشده.»

## گزارشگری
علیفر در بَدو تأسیس شبکه سه سیما پس از تست گزارشگری روی نوار یکی از بازی‌های لیورپول و منچستر یونایتد جذب سازمان صدا و سیما می‌شود و از راهنمایی و رانندگی نیروی انتظامی خود را بازنشسته می‌کند. او در گزارش خود سبک خاصی را پی می‌گیرد و اعتقاد دارد که نباید آنچه بیننده، خودْ می‌بیند را در گزارش منعکس کرد. او گاهی جملات عجیب در گزارش خود به‌کار می‌برد. گزارش‌های علیفر سرشار از اظهارنظرهای فنی است. در مشهورترین مورد، علیفر با سیستم‌های فوتبالی با دفاع ۴ نفره (خطی) مخالفت دارد. بسیاری از عبارت‌هایی که او در گزارش‌های خود به کار می‌برد در شبکه‌های اجتماعی مورد توجه کاربران ایرانی قرار گرفته‌است و حتی برای جملات او صفحاتی وجود دارد.

### اشتباهات گزارشگری
در خرداد سال ۱۳۹۵، در جریان بازی تیم‌های ملی لهستان و ایرلند از رقابت‌های یورو ۲۰۱۶ که علیفر گزارشگر آن بازی بود، وی نام معمار ورزشگاه را به اشتباه «دولاب امیر» معرفی کرد. او که معمولاً اطلاعات ورزشگاه‌های میزبان بازی‌ها را با استناد به ویکی‌پدیا در جریان گزارش‌هایش اعلام می‌کند، در جریان این بازی نیز اطلاعات مربوط به ورزشگاه میزبان را دقیقاً از روی مقالهٔ ورزشگاه آلیانز ریویرا از ویکی‌پدیای فارسی، اعلام کرد. این در حالی است که یکی از کاربران آی پی با ویرایش مقاله و درج اطلاعات غلط در بخش مربوط به اطلاعات معمار ورزشگاه، به شکل عمدی اقدام به خرابکاری در مقاله کرده بود. ظاهراً این کاربر با اطلاع از این که علیفر، اطلاعات ورزشگاه‌ها را با مراجعه به ویکی‌پدیا اعلام می‌کند، قبل از آغاز بازی، با ویرایش مقالهٔ ورزشگاه آلیانز ریویرا، نام خود را به صورت برعکس به عنوان معمار ورزشگاه درج کرده بود.
علیفر پس از بازی و پس از اینکه متوجه اشتباهش شد، در مصاحبه‌ای اعلام کرد «من نمی‌دانستم که می‌شود اطلاعات سایت مرجعی مثل ویکی‌پدیا را ویرایش کرد. برای همین وقتی پرینت اطلاعات مربوط به ورزشگاه را گرفتم و مطالعه کردم، در گزارش هم از آن‌ها استفاده کردم.» علیفر در ادامه، با صدور بیانیه‌ای، این اشتباهش را حاصل «شهرت طلبی یک جوان» دانست که «حسرت این را داشته که نامش روی آنتن تلویزیون گفته شود.» او با «خلاف و غیراخلاقی» دانستن این کار، اعلام کرد «این جوان با دست بردن در یک سایت بین‌المللی به دنبال شهرت طلبی بوده‌است.» چند روز بعد، عادل فردوسی‌پور در واکنش به این اشتباه در جریان یکی از گزارش‌هایش، با کنایه به علیفر، گفت «کاری نداریم که طراح و سازندهٔ این ورزشگاه چه کسی بوده و چه کاری است اصلاً که چه کسی این ورزشگاه را ساخته‌است؟»
علیفر چند روز پس از این اشتباهش در واکنش به برخی همکارانش، با صدور بیانیه‌ای مدعی شد که «مطرح‌ترین و مورد توجه‌ترین فرد جامعه فوتبال کشور» است. او در بخشی از این بیانیه اعلام کرد:
«تاسفِ افزون تر برای همکارانی که ناجوانمردانه در برنامه‌های رادیو و تلویزیون به جای حمایت، آتش بیار معرکه شدند که به همه آن‌ها می‌گویم: ننگ بر شما فرصت طلبانِ نارفیق که بویی از حرمتِ رفاقت یا حداقل همکاریِ سالیانِ دراز نبرده‌اید. به خُرد و کلان تان می‌گویم: این نیز بگذرد؛ اما کسانی که بُخل و حسادت در وجودشان هست، تا زنده هستند عذاب می‌کشند و تنها مرگ، ناجی آن هاست. در مورد من و همیشه مطرح بودنِ من، راهی ندارید جز اینکه در شعله‌های آتش بُخل و حسادت خود بسوزید و خاکستر شوید.»
علیفر در شهریور سال ۱۳۹۸ به دلیل استفاده از اسکای اسپورت دچار اشتباه دیگری شد و سیدجلال حسینی (بازیکن پرسپولیس) را از بازیکنان باشگاه فوتبال لوانته معرفی کرد که این بار از گزارشگری محروم شد.
وی همچنین در فروردین سال ۱۴۰۱ مانوئل لاتزاری را متولد مسقط در عمان اعلام کرد که به خاطر یک ویرایش خرابکارانه در ویکی‌پدیای انگلیسی بوده‌است.

## حضور در برنامه‌های تلویزیونی
علیفر با حضور در برنامه خندوانه که از شبکه نسیم پخش می‌شود، اعلام کرد قصد مربیگری در لیگ برتر را دارد و گواردیولا را مربی بی‌کیفیتی دانست. این صحبت او با واکنش تند و منفی پیشکسوتان فوتبال از جمله خداداد عزیزی مواجه شد. علیفر هم در پاسخ خداداد را بی‌سواد و تاریخ مصرف گذشته خطاب کرد.
او یکم اسفند ماه سال ۱۳۹۹، در برنامه «عطسه» در شبکه سه صدا و سیمای ایران، فردی را که با انجام ویرایش خرابکارانه بر روی ویکی‌پدیای فارسی موجب ارائه اطلاعات اشتباه از طرف او هنگام گزارش یک مسابقه فوتبال شده بود، «تبهکار اینترنی» خواند و در ادامه همراه با تقلید خنده قهقهقه‌وار او، در ارتباط با رضا رشیدپور که این اشتباه علیفر را در یک برنامه تلویزیونی دیگر مورد استهزا
قرار داده بود، بیان کرد: «من هر جایی عکس آقای رشیدپور را ببینم، رویم را برمی‌گردانم» و عمل او را مسئله ای که «باعث می‌شود انسان خودش را نشان دهد»، خواند.